# Мокрые
Мокрые — деревня в составе Нытвенского городского округа в Пермском крае.

## Географическое положение
Деревня расположена в центральной части округа менее чем в 1 километре на юг от села Мокино.

## Климат
Климат характеризуется как умеренно континентальный, с морозной снежной зимой и коротким тёплым летом. Средняя многолетняя температура самого холодного месяца (января) составляет −15{\displaystyle \div }−18,5 °С, температура самого тёплого (июля) 15{\displaystyle \div }18,5 °С. Длительность вегетационного периода (с температурой выше +5о колеблется от 145 до 165 дней. Среднегодовое количество осадков — 550—600 мм.

## История
Деревня до 2020 года входила в состав Григорьевского сельского поселения Нытвенского района. После упразднения обоих муниципальных образований входит в состав Нытвенского городского округа.

## Население
Постоянное население составляло 24 человека в 2002 году (790 % русские), 13 человек в 2010 году. 